# Liisa Anttila

Liisa Anttila, född den 30 september 1974 i Luopiois, är en finländsk skidorienterare och orienterare.

## Framgångar

### Skidorientering
Anttila blev världsmästarinna på klassisk distans 1998 samt i stafett 1998, 2000 och 2004. Hon har även tagit fyra VM-silver och fyra VM-brons.

### Orientering
Hon blev världsmästarinna i stafett 2001 och tog NM-silver på kortdistans 1999.